# Лазуркевич Тарас Миколайович
Тара́с Миколайович Лазурке́вич — (* 11 травня 1971, м. Львів) заслужений артист України, член Національної спілки кобзарів України. Випускник Львівської консерваторії (1994). Учень проф. В. Герасименка. Лауреат міжнародного конкурсу ім. Гната Хоткевича. Учасник ансамблю «Бандурна розмова» разом з О. Созанським. Один з небагатьох в Україні знавців харківського способу гри на бандурі.
У 1994 записав свій перший сольний аудіоальбом під назвою «І прадіди в струнах бандури живуть», до якого увійшли думи, канти, псалми, історичні та жартівливі пісні. З вересня 1993 працює викладачем класу бандури у Львівській середній спеціальній музичній школі-інтернаті ім. С.Крушельницької, а з 1997 в цій самій школі очолює відділ народних інструментів. З 1996 — Т.Лазуркевича обрано головою Асоціації бандуристів Львівського обласного осередку Національної музичної спілки. З 1994 творчо співпрацює з Олегом Созанським — утворили дует «Бандурна розмова», який успішно концертував по Україні та за її межами. В 1999 — записали спільний компакт-диск.
У вересні 1999 у Парижі представляв бандуру в рамках музичного фестивалю «Погляд на культуру України». В листопаді 1999 — записав другий сольний компакт диск «Паралелі часу», який складається з сучасних інструментальних композицій, перекладень класичної музики і власних творів. Брав участь у Першому республіканському фестивалі «Червона рута» (Чернівці, 1989), у міжнародному фестивалі музичної молоді (Байрот, Німеччина, 1992.) і у XIII фестивалі української культури (Сопот, Польща, 1993). Пройшов курс оперно-хорового співу у проф. Берна Дитріха (Байрот, Німеччина). Лауреат (І премія) українського музичного фестивалю ім. М.Лисенка (Торонто, Канада, 1993), Лауреат Першого міжнародного конкурсу бандуристів ім. Г.Хоткевича (ІІ премія) в Києві (1993).
Доцент Львівської музичної академії ім. Лисенка у Львові, завідувач відділу українських народних інструментів ДМШ ім. С.Крушельницької у Львові. В репертуарі бандуриста українські народні думи «Про козака Голоту», «Про трьох братів Азовських», «Про Марусю Богуславку», Г.Хоткевич «Невольницький ринок в Кафі», багато українських народних пісень, творів класиків та сучасних композиторів, інструментальні п'єси. Розшифрував чимало дум у виконанні З. Штокалка

## Дискографія
В активі музиканта записи CD:
- «Бандурна розмова» - Олег Созанський і Тарас Лазуркевич.

Записане у студії "МЕЛОС" у Львові у 1999 році. Звукозапис на компакт диск виданий у 2003 році; видавець Гал Рекордс (GAL 0132).
Зміст: Ой, під горою; Бандуристе, орле сизий; Та забіліли сніги; Лети, думо моя; Бандурна розмова; Гей, Іване!; Ой, учора орав; Ой, у полі вітер віє; Встає хмара з-за лиману; Через поле широкеє; Уривки з поеми "Байда"; Ой, у полі вишня; Ой хата моя рубленая; Гей, скинемось та по таляру.